# Vyja
Vyja (russisk: Выя, tr. Vyja) er en flod i Arkhangelsk oblast i Rusland og en af bifloderne til Pinega fra venstre i Nordlige Dvinas flodsystem. Vyja er 181 km lang og har et afvandingsareal på 2.710 km².